# Шарль Елу
Шарль Елу (араб. شارل الحلو; 25 вересня 1913 — 7 січня 2001) — ліванський політик, дванадцятий президент Лівану.

## Біографія
Походив із впливової маронітської родини. 1929 року з відзнакою закінчив Університет Святого Йосипа у Бейруті, здобувши юридичну освіту. Після 1934 року почав займатись бізнесом, створив дві франкомовні газети (L'Eclair du Nord і Le Jour). 1936 року разом з П'єром Жмайєлем та групою однодумців брав участь у створенні партії Катаїб. У подальшому через суперечності зі Жмайєлем вийшов з лав партії.
1947 року його призначили послом Лівану у Ватикані, а 1949 взяв участь у лівансько-ізраїльських перемовинах про перемир'я, де намагався отримати дипломатичні поступки в обмін на виведення ізраїльських військ з ліванської території.
Від 1951 року неодноразово обіймав посади в уряді, зокрема міністра закордонних справ (1951—1952), міністра юстиції та міністра охорони здоров'я (1954—1955), міністра економіки та міністра інформації (вересень-жовтень 1958), міністра освіти (лютий-серпень 1964) та державного міністра (липень-серпень 1979).
1963 року заснував Інститут палестинських досліджень.
Відсутність явної політичної ангажованості дозволила Елу заручитись підтримкою Фуада Шехаба, який висунув його кандидатуру як свого наступника на посаді президента, і 1964 року Національна асамблея обрала його новим главою держави.
Однією з ключових проблем за часів його президентства було питання врегулювання з Ізраїлем стоку річки Йордан. Окрім того, на період президентства Елу припало банкрутство банку Інтра — найбільшого банку на Близькому Сході, та Шестиденна війна 1967 року. Під час останньої в урядових колах Лівану були серйозні розбіжності з приводу відношення до війни: мусульманські політики бажали вступу Лівану до війни на боці арабських країн, натомість християнські політики були проти. Йому вдалось утримати Ліван від бойових дій, однак парламентські вибори 1968 року продемонстрували політичну поляризацію в країні, що зростала: в парламенті сформувались проарабська коаліція на чолі з Рашідом Караме та прозахідна коаліція, яку очолювали Каміль Шамун, П'єр Жмайєль та Раймон Едде, кожна з них мала 30 із 99 місць у парламенті.
У той період сутички між ліванською армією й ОВП на території Лівану ставали все більш частими. 1969 року Елу санкцію вав підписання Каїрської угоди між ліванською армією й ОВП, яка дозволяла палестинським бойовикам робити вилазки до Ізраїлю з баз на території Лівану. Шарль Елу розраховував таким чином спрямувати атаки палестинців у бік Ізраїлю, сподіваючись, що вони припинять сутички з ліванською армією. В реальності ж сутички ОВП з ліванською армією лише посилились.
1970 року Елу підтримував кандидатуру Ільяса Саркіса як свого наступника на посаді президента, втім той програв вибори до Національних зборів (на один голос більше виборов Сулейман Франжьє, обраний на посаду глави держави). На відміну від інших колишніх президентів Лівану, які продовжували брати участь у політичному житті країни після виходу у відставку, більше політикою не займався, а надав перевагу доброчинності.
У 1972—1979 роках був головою Міжнародної асоціації франкомовних парламентарів.